# 12 этаж
«12 этаж» — популярное ток-шоу, считается одним из достижений Центрального телевидения (ЦТ) (наряду с программами «Взгляд», «Семь дней», «До и после полуночи»).

## История
Один из авторов шоу, Кира Прошутинская, утверждает, что передача названа так потому, что на 12 этаже телецентра была расположена Главная редакция программ для молодёжи ЦТ СССР.
Ведущий Эдуард Сагалаев пытался обсуждать запретные на тот момент темы, используя подростков-участников, которым вопросы помогали готовить редакторы передачи.
Выпускающий редактор Иван Кононов и режиссёр Алексей Гиганов придумали телемост с «лестницей», на которой собирались представители «неформальной молодежи». В первую очередь они задавали передаче задиристый тон, ниспровергали устоявшиеся советские авторитеты.
В этом шоу, именно на «лестнице», в качестве её модератора начал свою карьеру Владислав Флярковский.
Виктор Иванович Осколков, который в 1985 году пришёл в молодёжную редакцию на должность заместителя главного редактора, вспоминает:

Начальство не просто смотрело программы; каждую передачу мы сдавали заместителю председателя, который курировал нашу редакцию. Александр Иванович Попов был интеллигентнейший человек, умница. За два-три дня до эфира и сдавали ему программы — «12 этаж», «Мир и молодёжь» и другие. Надо признаться, что мы сами были великие цензоры. Разумеется, отсекали все, что могло показаться двусмысленным, сомнительным.

Газета «Правда» за 23 мая 1987 года писала:

Особую популярность приобрели за последнее время программы Центрального телевидения для молодёжи… Программы «Мир и молодёжь», «12 этаж» демонстрируют понимание больших социальных задач, стоящих перед молодёжью, помогают формировать в зрителях чувство ответственности перед Родиной, её великой историей и культурой. Облечённые в форму диспута нынешние молодёжные программы дают возможность высказаться и тем молодым людям, кто подвержен разного рода модным поветриям, в частности, в сфере музыки, кому ещё предстоит сделать сознательный выбор в жизни.

Передача была закрыта по решению Политбюро ЦК КПСС с формулировкой: «Такой молодёжи у нас нет». Однако в 1989 году шоу ненадолго возобновило свой выход в эфир.